# جکووو ایواوتسکیه
جکووو ایواوتسکیه (به لهستانی:  Dzikowo Iławeckie) یک روستا در لهستان است که در گمینا گورووو ایواوتسکیه واقع شده‌است. جکووو ایواوتسکیه ۲۹۰ نفر جمعیت دارد.